# Миранда-ду-Корву
Миранда-ду-Корву (порт.  Miranda do Corvo; [mi'ɾɐ̃dɐ du 'koɾvu]) — посёлок городского типа в Португалии, центр одноимённого муниципалитета в составе округа Коимбра. Находится в составе крупной городской агломерации Большая Коимбра. Численность населения — 7,5 тыс. жителей (посёлок), 13,6 тыс. жителей (муниципалитет). Посёлок и муниципалитет входит в экономико-статистический регион Центр и субрегион Пиньял-Интериор-Норте. По старому административному делению входил в провинцию Бейра-Литорал.
Покровителем посёлка считается Иисус Христос (порт. São Salvador).
Праздник посёлка — 1 июня.

## Расположение
Посёлок расположен в 16 км на юго-восток от адм. центра округа города Коимбра.
Муниципалитет граничит:
- на северо-востоке — муниципалитет Вила-Нова-де-Пойареш
- на востоке — муниципалитет Лозан
- на юго-востоке — муниципалитет Фигейро-душ-Виньюш
- на юго-западе — муниципалитет Пенела
- на западе — муниципалитет Кондейша-а-Нова
- на северо-западе — муниципалитет Коимбра

## Население
| Население муниципалитета Миранда-ду-Корву (1801—2006) | Население муниципалитета Миранда-ду-Корву (1801—2006) | Население муниципалитета Миранда-ду-Корву (1801—2006) | Население муниципалитета Миранда-ду-Корву (1801—2006) | Население муниципалитета Миранда-ду-Корву (1801—2006) | Население муниципалитета Миранда-ду-Корву (1801—2006) | Население муниципалитета Миранда-ду-Корву (1801—2006) | Население муниципалитета Миранда-ду-Корву (1801—2006) | Население муниципалитета Миранда-ду-Корву (1801—2006) | Население муниципалитета Миранда-ду-Корву (1801—2006) |
| ----------------------------------------------------- | ----------------------------------------------------- | ----------------------------------------------------- | ----------------------------------------------------- | ----------------------------------------------------- | ----------------------------------------------------- | ----------------------------------------------------- | ----------------------------------------------------- | ----------------------------------------------------- | ----------------------------------------------------- |
| 1801                                                  | 1849                                                  | 1900                                                  | 1930                                                  | 1960                                                  | 1981                                                  | 1991                                                  | 2001                                                  | 2004                                                  | 2006                                                  |
| 6412                                                  | 5891                                                  | 12 751                                                | 12 608                                                | 12 810                                                | 12 231                                                | 11 674                                                | 13 069                                                | 13 400                                                | 13 622                                                |

## История
Посёлок основан в 1136 году.

## Районы
В муниципалитет входят следующие районы:
1. Ламаш
2. Миранда-ду-Корву
3. Риу-Виде
4. Семиде
5. Вила-Нова